# Mariam Alard
 (février 2023).
Mariam Alard est une journaliste belge d’origine algérienne née le 25 novembre 1991 qui présente les journaux télévisés du week-end de la RTBF en alternance avec Laurent Mathieu depuis décembre 2021.

## Études
Mariam Alard a étudié à l'Institut des hautes études des communications sociales (IHECS) et a obtenu un Master en section « Presse info » en 2014. Au cours de ses études, elle a travaillé sur des projets tels qu'un documentaire sur l'assimilation forcée des populations autochtones canadiennes, qui lui a valu une Bourse Sophie Soudant. 
Mariam Alard a écrit son travail de fin d'études sur le thème « Pourquoi les journalistes sont-ils accusés de partialité ? Le cas du conflit israélo-palestinien ».

## Carrière
En 2014, elle remporte la 10e édition de la Belgodyssée de la RTBF, un concours pour jeunes journalistes, pour son reportage radio sur un couple mixte flamand/wallon de Wemmel, et a rencontré le roi Philippe à cette occasion. Grâce à cette victoire, elle remporte un contrat de six mois avec la RTBF.
Elle travaille ensuite à Tournai pendant environ un an à la télévision locale : No Télé.  
Puis elle enchaîne les années suivantes des postes sur le terrain à la production radio et à la présentation des journaux parlés.
Elle travaille ensuite pour la RTBF en gérant les comptes Instagram et Facebook de RTBF Info. Après avoir fait une formation chez France TV et reçu un coach de Laurent Mathieu et Nathalie Maleux, elle devient présentatrice des journaux télévisés du week-end en alternance avec Laurent Mathieu à partir du 10 décembre 2021,, tout en continuant à travailler sur les médias digitaux du service public.